# Ariusok
Az ariusok ókori germán néptörzs, a gentes Lugiae közé tartozott. Nevük „hariusok" alakban is előfordul Tacitus „Germania" című munkájában. Egyes kutatók szerint nevük összefügg a gót „harjis”, azaz „hadsereg" szóval.